# Kurlan chřástalovitý
Kurlan chřástalovitý (Aramus guarauna) je poměrně velký americký pták. Je podobný ibisům, čápům a volavkám, ale zastupuje vlastní čeleď kurlanovitých z řádu krátkokřídlých, takže je příbuzný spíše jeřábům.

## Popis
Dorůstá přibližně 66 cm, váží 1 – 1,5 kg a v rozpětí křídel měří kolem 100 cm. Má nápadně dlouhé končetiny a krk a štíhlý, nažloutlý zobák. Je celý čokoládově hnědý s jemným světlým skvrněním na hlavě, krku, hřbetě, křídlech a bocích. Mladí ptáci bývají ve volné přírodě často zaměňováni s nedospělými jedinci ibisů bílých.
Kurlan chřástalovitý žije převážně v močálech, bažinách a na mělkých jezerech na jihovýchodě Spojených států a ve Střední a Jižní Americe.
Žije většinou v silně soudružných párech. Potravu vyhledává obvykle v mělkých vodách, nejčastěji přitom požírá mlže, semena, malé plazy a žáby, hmyz, červy, raky, ale zejména velké vodní hlemýždě rodu Pomacea, které může z jejich ulit dobře vytahovat pomocí dlouhého, ostrého zobáku. Ozývá se velmi hlasitým kvílivým hlasem, který mu přinesl v Latinské Americe lidová jména bědovač nebo bláznivá vdova. Podle indiánů kmene Guaraní se v kurlana, jemuž říkají Carau, proměnil nešťastný chlapec, který oplakává zemřelou matku.
Hnízdí na zemi, obvykle v husté plovoucí vegetaci a klade průměrně 6 vajec, na jejichž inkubaci se podílejí oba rodiče.